# Alessandro Spezialetti
Alessandro Spezialetti (født 14. januar 1975 i Lachen, Schweiz) er en tidligere professionel italiensk landevejscykelrytter.